# Наџаф
Наџаф (арап. نجف) је град у Ираку, око 160 km од Багдада. Наџаф је главни град покрајине Наџаф. Град је 2003. године имао око 585.600 становника. Процењена популација у 2014. била је 1.389.500 људи. Сматра се међу најсветијим градовима шиитског ислама и једном од његових духовних престоница, док је истовремено и даље центар шиитске политичке моћи у Ираку.

## Историја
Наџаф се налази у близини античког персијског места Суристан, из династије Сасанида. Град је подигао 791. абасидски халифа Харун ал Рашид. 
За време Османлија, град је претрпео честе нападе арапских племена па је у 16. веку био децимиран. У 18. веку град је био опседнут од стране Вехабија. Од 1803. решио се проблем са недостатком воде настанком Хиндијског канала, и тада се популација нагло увећала од 30.000 на 60.000 становника. Једно време је религиозно потпадао под иранским градом Комом, а доминацију постиже у 20. веку.
Наџаф је ослобођен османске власти 1915. када власт преузимају Британци. Године 1918. Арапи у побуни убијају британског гувернера. Британци тада изстрадају град и изврше повратак на власт победивши упорне шејкове.
Године 2012. Наџаф је проглашен за Културни центар арапског света.

## Град и религија
Наџаф данас представља шиитско свето место у исламској религији. Тамо је гроб Алија ибн Аби Талиба познатог као Имам Али (арапско: علي بن أﺑﻲ طالب)), којег Шиити сматрају првим имамом а сунити четвртим халифом. Тако се сваке године врши хаџилук Шиита у Џамију Имама Алија. Као место сахране једне од најважнијих личности шиитског ислама, џамију имама Алија Шиити сматрају трећим најсветијим исламским местом. По хиерархији је Наџаф иза Меке и Медине. У граду је и највеће муслиманско гробље на свету Вад ал Салам где су сахрањене и друге значајне личности Ислама. Заједно са иранским местом Комом чине центар шиитске верске школе.
Шиити вјерују да ће на Судњи дан имам Али устати из гроба.